# Lothar Meggendorfer

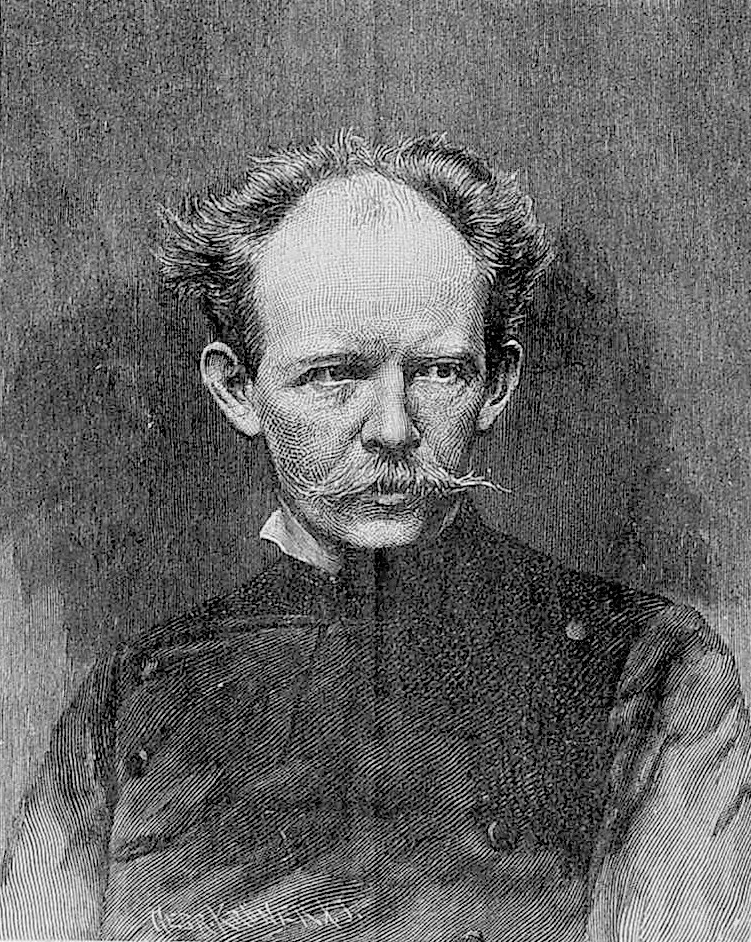
Lothar Meggendorfer um 1889

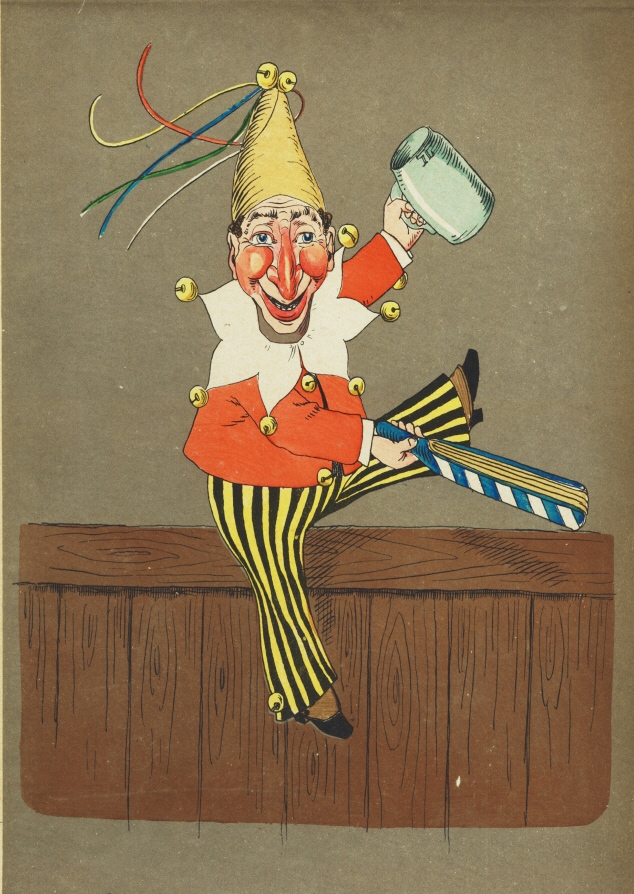
Kasperl

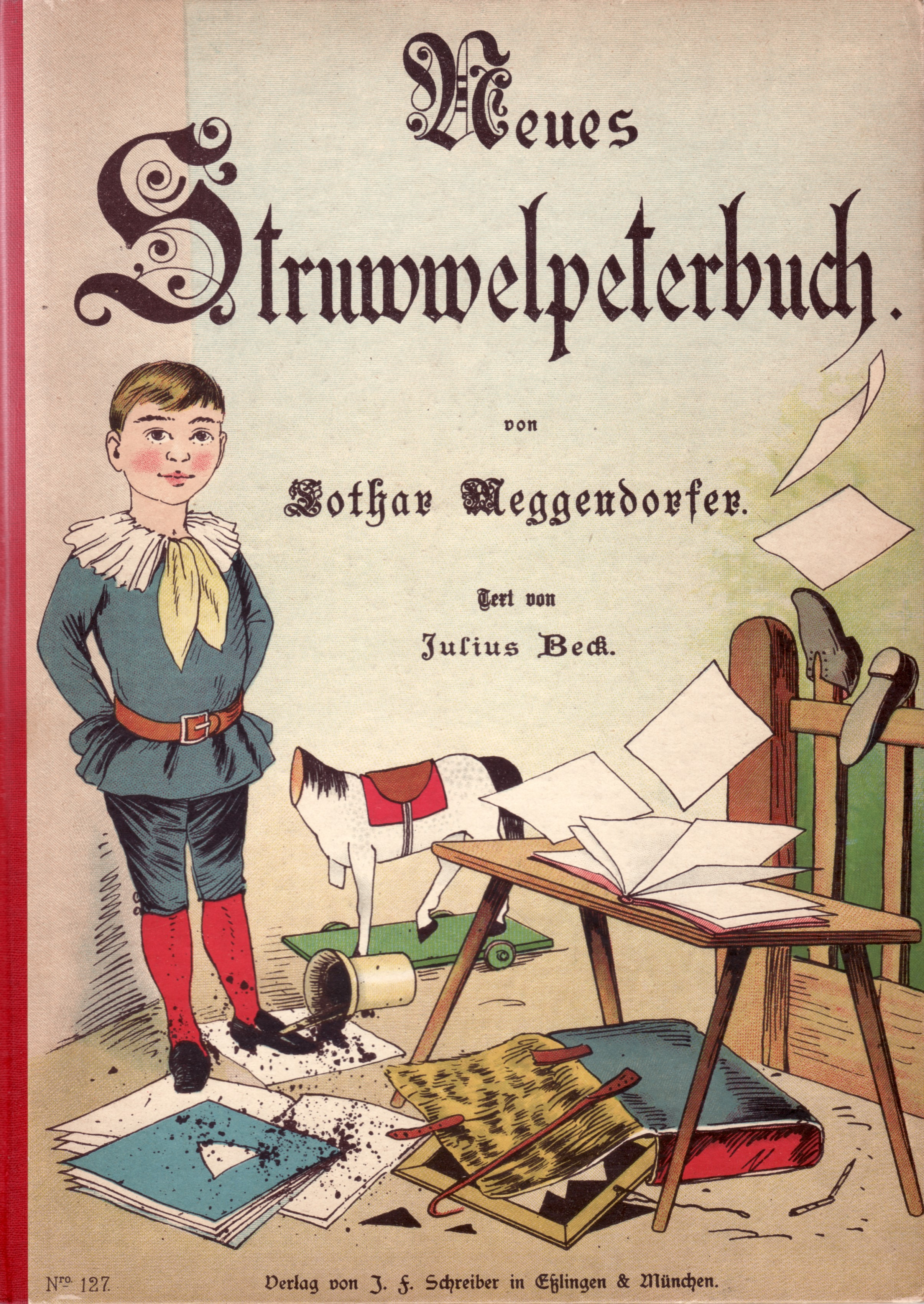
Neues Struwwelpeterbuch

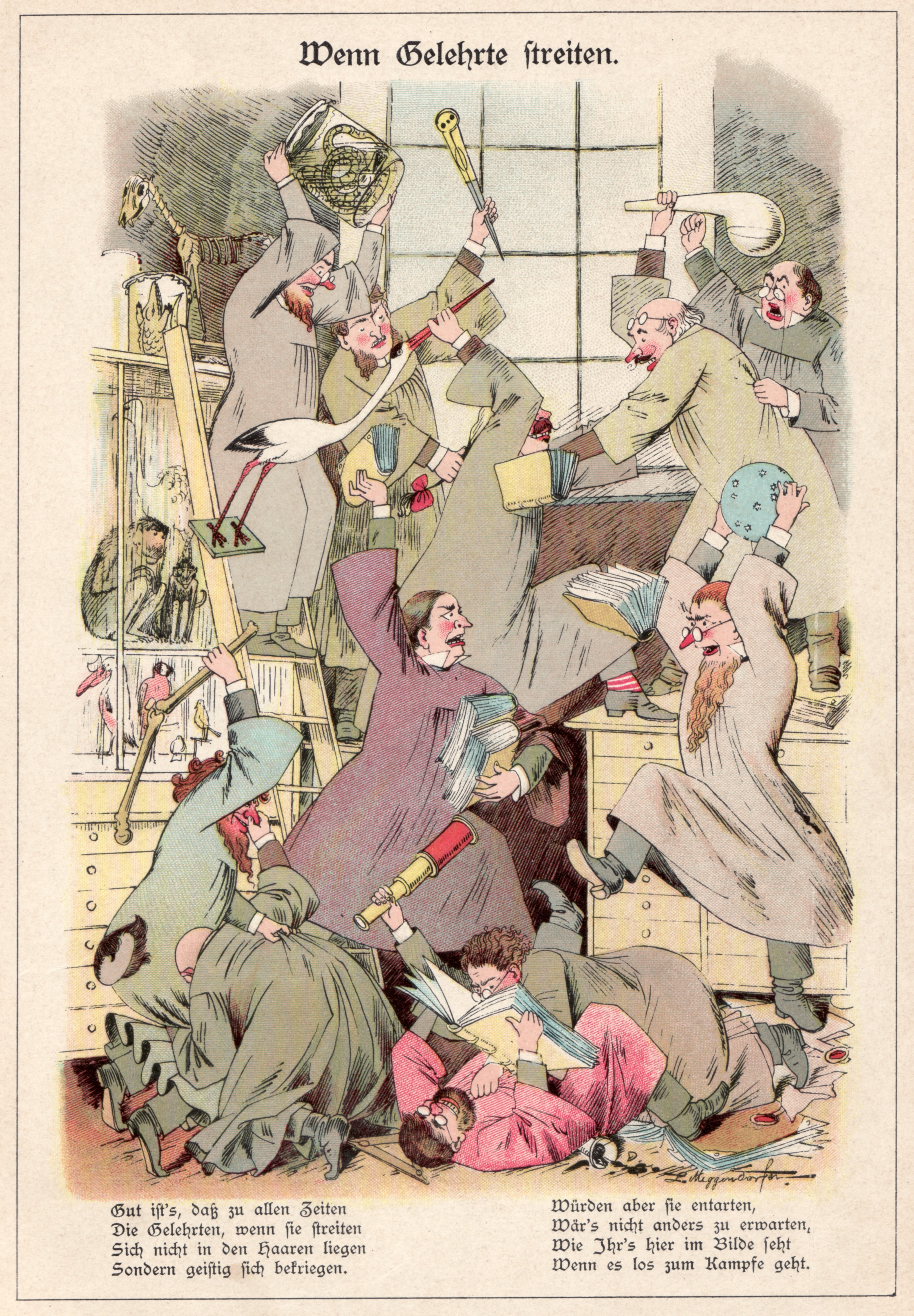
Meggendorfer’s Humoristische Blätter (1890)

Lothar Meggendorfer (* 6. November 1847 in München; † 7. Juli 1925 in München) war ein deutscher Künstler, Kinderbuchautor, Maler, Zeichner und Illustrator.

## Leben
Meggendorfer wurde als Sohn des Königlichen Obertaxators Johann Nepomuk Meggendorfer und seiner zweiten Frau, Karoline von Sicherer, geboren. Nach dem Besuch der Lateinschule nahm er schon im Jahr 1862 das Kunststudium an der königlichen Akademie München auf, ab 1866 lieferte er erste Beiträge für die Fliegenden Blätter und ab 1868 für die Münchener Bilderbogen. 1889 erschien die Zeitschrift Aus Lothar Meggendorfer’s lustiger Bildermappe, die ab 1890 als Humoristische Monatshefte und von 1897 bis 1925 als Meggendorfer-Blätter fortgeführt wurde. Daneben entstanden ca. 150 Bücher, die sehr erfolgreich im deutschsprachigen Raum und zum großen Teil auch in Übersetzungen in England und Amerika waren. Meggendorfer war befreundet mit dem Münchner Schriftsteller Julius Beck, der die Verse zu mehreren seiner Bilderbücher, unter anderem dem Neuen Struwwelpeter, verfasste. 1906 erledigte er mit anderen Künstlern, wie Lyonel Feininger, Karl Staudinger oder Karl Pommerhanz, Auftragsarbeiten als Cartoonist für die Sonntagsausgabe der Chicago Tribune.
Die gegenwärtige Popularität verdankt Meggendorfer vornehmlich seinen Spielbilderbüchern – Büchern mit beweglichen Bildern, die regelmäßig auf Texten von Julius Beck basierten. 1878 (erschienen 1879) entstand das Buch Lebende Bilder als Weihnachtsgabe für seine Kinder. Es folgten weitere 28 Ziehbilderbücher, vier Verwandlungsbücher und acht Klappbilderbücher. Bei diesen Büchern können durch bewegliche Teile verschiedene Darstellungen erzeugt werden. Häufig wird Meggendorfer als Erfinder dieser Buchgattung genannt, allerdings sind Aufklapp-Bilderbücher in größeren Auflagen bereits ab Mitte des 19. Jahrhunderts bekannt.
Meggendorfers bewegliche Bücher zeichnen sich jedoch neben der Illustration auch durch eine ausgeklügelte Papiermechanik aus, die beeindruckt und selbst unter modernen Produktionsbedingungen nicht besser sein könnte und damit bis in die Gegenwart als Vorbild gilt. Vornehmlich mit seinem Namen ist die sogenannte Deutsche Ära in der Gestaltung beweglicher Bücher verbunden, für die sich in den angelsächsischen Ländern neben der Bezeichnung movable books der Begriff pop-up’s gebildet hat. Viele der derzeitigen Schöpfer von beweglichen Büchern – so beispielsweise Robert Sabuda, Matthew Reinhart, Ron van der Meer, James Roger Diaz und David A. Carter – sehen sich in der Tradition Meggendorfers und haben die Techniken zur Gestaltung beweglicher Bücher in den vergangenen drei Jahrzehnten weiterentwickelt. Es hat sich hierzu der Begriff des „Papieringenieurs“ – paper engineer – gebildet.
Er entwarf und gestaltete über 70 Spiele, meist für den Verlag Gustav Weise in Stuttgart.
Die Movable Book Society in den USA verleiht regelmäßig den Meggendorfer Prize als Auszeichnung für besonders gelungene Editionen. Dort erfreut sich Meggendorfer besonderer Beliebtheit, was sich auch in hohen Preisen für antiquarische Ausgaben seiner Bücher niederschlägt. In Deutschland erschien eine Reihe seiner Bilderbücher als Neuausgaben im Esslinger Verlag J. F. Schreiber.
Meggendorfer war seit dem 23. Juni 1873 mit Elise (geborene Roedel, 1851–1927) verheiratet, mit der er die sechs Kinder Elsa, Adolf, Marie, Ilse, Elisabeth und Lothar hatte.
Im Münchener Stadtteil Moosach ist die Meggendorferstraße nach ihm benannt.

## Werke

### Bücher
- Lothar Meggendorfer: Im Winter: ein Bilderbuch. 12. Auflage. Braun & Schneider, München 1887, urn:nbn:de:0111-bbf-spo-15028327.
- Franz Bonn, Lothar Meggendorfer: Folgen der Zwietracht: Lustige Variationen. Das Kätzchen. 3. Auflage. Braun & Schneider, München 1900, urn:nbn:de:0111-bbf-spo-15261304.
- Christian Friedrich August Kolb, Lothar Meggendorfer: Kasperl: Puppenspiele für Jung und Alt. 3., verm. Auflage. Schreiber, Esslingen 1887, urn:nbn:de:0111-bbf-spo-16415338.
- Franz Bonn, Lothar Meggendorfer: Die Gnomen und das Kartenhaus: Das lüsterne Wildschwein. Der brave Karo. 3. Auflage. Braun & Schneider, München 1900, urn:nbn:de:0111-bbf-spo-15256574.
- Lothar Meggendorfer: Trulala: humoristisches Bilderbuch. Berlin 1902, urn:nbn:de:0111-bbf-spo-16506208.
- Wilhelm Ruland, Lothar Meggendorfer: Kinderlieder. Rose, Neurode 1907, urn:nbn:de:0111-bbf-spo-18783059.
- Lothar Meggendorfer: Lothar Meggendorfer’s Affentheater. 14. Auflage. Braun & Schneider, München 1889, urn:nbn:de:0111-bbf-spo-15028168.
- Franz Bonn, Lothar Meggendorfer: Der Müllerhans und sein Hund: Der böse Bär [u. a.] Braun & Schneider, München 1900, urn:nbn:de:0111-bbf-spo-15261717.
- Franz Bonn, Lothar Meggendorfer: Die mißlungene Mausjagd: Der Russe und der Bär [u. a.] 3. Auflage. Braun & Schneider, München 1900, urn:nbn:de:0111-bbf-spo-15255628.
- Franz Bonn, Lothar Meggendorfer: Das eigensinnige Schwein: Die kluge Minka [u. a.] 5.  Auflage. Braun & Schneider, München 1900, urn:nbn:de:0111-bbf-spo-15235206.
- Franz Bonn, Lothar Meggendorfer: Der Gänsegeneral und seine Soldaten: Der Tanzbär. Herr Privatier Kugelmann. 5.  Auflage. Braun & Schneider, München 1900, urn:nbn:de:0111-bbf-spo-15256141.
- Franz Bonn, Lothar Meggendorfer: Das wildgewordene Schwein: Pierrot und Harlekin. Der Peppo und sein Affe. 5.  Auflage. Braun & Schneider, München 1900, urn:nbn:de:0111-bbf-spo-15279204.
- Lothar Meggendorfer: Im Circus: ein Bilderbuch. 6.  Auflage. Braun & Schneider, München 1888, urn:nbn:de:0111-bbf-spo-15041464.
- Franz Bonn, Lothar Meggendorfer: Der Preisstier. München 1900, urn:nbn:de:0111-bbf-spo-17597987.
- Franz Bonn, Lothar Meggendorfer: Die Affen und die Zipfelmützen. Braun & Schneider, München 1900.
- Lothar Meggendorfer: Die lustige Tante. Schreiber, 1891.

### Spiele
Beim Otto Maier Verlag in Ravensburg sowie beim Gustav Weise Verlag in Stuttgart sind diverse Spiele erschienen, die Meggendorfer entwarf bzw. illustrierte:
- Uhrenspiel, Otto Maier Verlag, Ravensburger Spiele Nr. 21, 1890[4][5]
- Europaeisches Nationenspiel, Otto Maier Verlag, Ravensburger Spiele Nr. 38, 1893[4][5]
- Buchstaben- und Lesespiel, Otto Maier Verlag, Ravensburger Spiele Nr. 51 (große Ausgabe) und 52 (kleine Ausgabe)[4]
- Bilder-Domino, Otto Maier Verlag, Ravensburger Spiele Nr. 53 (große Ausgabe)[6] und 54 (kleine Ausgabe)[4]
- Lustige Menagerie (von Gabriele Stenzinger-Hillardt), Otto Maier Verlag, Ravensburger Spiele Nr. 77[4]
- Im Walde – Ein Waldspaziergang, Otto Maier Verlag, Ravensburger Spiele Nr. 97[4]
- Schiesshalle, Otto Maier Verlag, Ravensburger Spiele Nr. 104[4]
- Das Froschhüpfen, Gustav Weise Verlag Nr. 395[7]
- Durchgebrannt, Gustav Weise Verlag Nr. 423[8]
- Die Bergkraxler, Gustav Weise Verlag Nr. 434[9][10]
- Das Tischklopfen, Gustav Weise Verlag Nr. 485[11]
- Lustiges Radfahrspiel, Gustav Weise Verlag Nr. 494[12]
- Schwarzer Peter – Pierre Noire, Gustav Weise Verlag Nr. 504[13]
- So Jemand eine Reise tut / thut, Gustav Weise Verlag Nr. 508[14][15]
- Bange machen gilt nicht, Gustav Weise Verlag Nr. 524[16]
- Hans im Glück, Gustav Weise Verlag Nr. 525[17]
- Lustiges Frag- und Antwortspiel, Gustav Weise Verlag Nr. 551[18]
- Rotkäppchen, Gustav Weise Verlag Nr. 618[19]
- Die Glücksbude, Gustav Weise Verlag Nr. 675[20]
- Mückentanz, 1897[3]
- Onkel und Tanten – Ein lustiges Figurenspiel[21]
- Der Hochtourist, Beilage zur Illustrierten Mädchenzeitung „Das Kränzchen“, 18. Jahrgang, Verlag der Union Deutsche Verlagsgesellschaft in Stuttgart, Berlin, Leipzig, Wien, 1906[22]